# Кофе Хауз

Логотип мережі «Кофе Хауз»

«Ко́фе Ха́уз» — російська мережа кав'ярень, заснована підприємцем Тимуром Хайрутдіновим. Проводить свою діяльність в Росії (Москва, Санкт-Петербург, Новосибірськ, Єкатеринбург, Казань) та в Україні (Київ). З 2004 року компанія розвиває ресторани японської їжі «Азія Кафе».

## Критика
Влітку 2013 року український підрозділ мережі звитуватили в українофобії та зневажливому ставленні до відвідувачів.
Влітку 2014 року у закладах мережі кав'ярень у Києві активісти кампанії «Не купуй російське!» проводять флешмоби та акції. Молоді люди роздають відвідувачам набої або падають ніби замертво, таким чином інформуючи людей про російське походження закладів та про те, що частина грошей з прибутку «Кофе Хауз» іде до російської економіки.